# くしろデパート
くしろデパートはかつて北海道釧路市に存在していた寄合百貨店、1990年から閉店までの商号はファッションスクエアKOM（こむ）。

## 沿革
- 1962年（昭和37年）9月 - 協同組合くしろデパートを設立[4]。
- 1964年（昭和39年）
  - 4月1日 - 着工[6]。
  - 11月11日 - 「平和市場」が協業化し周辺商店との寄合百貨店の形で「協同組合くしろデパート」として開店[1]。
  - 平和市場入居店：金子薬局、平林商店、靴のひなた、マルコ書店、村上金物、佐藤呉服、福田、港ハイヤー、ゑびす屋、喫茶ポルカ、孔雀、マルカミ呉服[独自研究?]
- 1968年（昭和43年） 屋上に観覧車[1]・ゴーカート・コーヒーカップを持つ遊園地「メリーランド」を開業。[独自研究?]
- 1970年（昭和45年） - 8月に起きた死亡事故の為9月28日に観覧車を撤去[1]。同時期に規制強化された消防法（屋上の半分を避難区域として確保する事が義務付けられる）共々、閉園を早めた原因のひとつと言われる。[独自研究?]
- 1990年（平成2年）3月29日 - 店舗改装と同時に、店名を「くしろデパート」から「ファッションスクエアKOM（コム）」に変更[1]。（正式名称は従来通り「協同組合くしろデパート」）
- 2003年（平成15年）7月31日 - ｢チャレンジショップ｣が1階に開店[1]。（釧路商工会議所くしろ街づくり支援センター（くしろタウンマネージメント機関）により、中心街活性化の一環・ショップ若手経営者育成を狙ったチャレンジショップ「まちみせ」が一年間設けられた。）[要出典]
- 2006年（平成18年）8月29日 - 閉店[3]。この日は近隣競合百貨店丸井今井釧路店（旧丸三鶴屋釧路本店）の閉店[7]9日後にあたる。
  - 2008年（平成20年）10月 - 2002年（平成14年）より釧路市長を務めていた伊東良孝（のちに自由民主党北海道支部連合会会長就任）が第45回衆議院議員総選挙出馬の為、任期満了前に辞任。選挙事務所を旧くしろデパート1Fに開設。選挙期間中限定ではあるが、2年2ヶ月ぶりに同建物内の通り抜け通路が一般市民にも利用可能となった。[独自研究?]
  - 2010年（平成22年）3月30日 - 釧路市中心市街地活性化協議会により、（ラビスタ釧路川ホテル敷地を除く）北大通2丁目・（旧くしろデパート建物が立地している）同3丁目・（足立本店ビル・パステルビル・若原ビル等が立地している）同4丁目の更地化および1区画に整理・統合の上、総工費約37億円を掛けて再開発ビル（10階建て、約2万5000m2の巨大ショッピングモール兼集合住宅施設。建造規模は札幌ステラプレイスセンター棟とほぼ同じ）を建設する構想が発表される。[8]
    - 2013年（平成25年）3月29日 - 釧路市中心市街地活性化協議会の主催で、北大通3丁目・4丁目再開発ビル構想関連地権者との交渉を開催。地権者69名の内、提示補償額に同意したのはわずか9名のみに留まり、一旦閉会。[9]
    - 2013年（平成25年）6月27日 - 釧路市中心市街地活性化協議会より補償額の折り合いが付かない事を理由として、再開発ビル構想関連地権者へ構想仕切り直しが発表される。[10]
    - 2019年（平成31年）3月 - 跡地にマンション「デュオヒルズ釧路」が竣工[広報 1]。

## 資料で確認可能なフロア構成
建物は、鉄筋コンクリート造地下1階・地上5階建て・塔屋付きで、エレベーター3基とエスカレーター4基を備えた店舗だった。
| 階       | フロア概要             |
| -------- | ---------------------- |
| 6F・屋上 | 屋上遊園地             |
| 5F       | 食堂街                 |
| 4F       | 家具店・金物店         |
| 3F       | 衣料品                 |
| 2F       | 衣料品・美容院・理容室 |
| 1F       | 日用雑貨               |
| 地下1F   | 食堂・喫茶・生花店     |

## 主な入居テナント
- 金安時計店[12]・金安メガネ店[12] - のちに近隣地にて自社ビルを建設し、十数年双方の店舗を並立させていたが、やがて同ビル内へ店舗集約の為、閉店・撤退。[独自研究?]
- (株)ミヤケ模型[12] - 市内南大通沿いより移転し、テナント入居。のちに釧路駅前へ二度移転（→旧金市舘釧路店入り口付近フロア→現：自社ビル店舗）。[独自研究?][広報 2]
- (有)西村音楽チェーン[12]
- (株)くしろスーパー[12]
- (株)宮地菓子舗[12] - のちの旧マリアンマリー。[独自研究?]
- 喫茶ポルカ - のちに近隣地に立地する小型ビルへ「カフェ・ポルカ」として移転。
- (株)釧路製靴[12] - 秋田河靴店[13]
- (株)丸美屋[12]
- (有)永井商店[12]
- (有)七戸商店[12]
- (株)しぶや[12]
- (株)藤橋毛糸洋品店[12]
- (株)土田呉服店[12]
- (株)ニューモード[12] - マダムショップを当店に出店[14]。
- 武田洋装店[12]
- (有)イフ（3階[15]、婦人服店[15]）
- 工藤写真館[12]
- (株)天一須貝紙店[12] - のちのノートハウススガイ。[独自研究?]
- (有)丸ヤ山本電器商会 - のちに郊外の春採地区に移転。そうご電器FC加盟（そうご電器山本本店）→同チェーン本部企業経営破綻を受けてのFC離脱を経て、独自商号の中型家電量販店（家電全般店とパソコンショップの二棟構成）を立ち上げるが、2002年1月30日（Microsoft Windows XP発売開始の約2ヶ月後）に倒産[16]。
- (有)石田商店[12]
- (有)なかむら[12]
- 丸モ畑呉服店（北大通11丁目に本店を置く呉服店。1973年6月から[要出典]1982年まで支店が入居していた[広報 3]。）

- ジーンズショップ ロードランナー[独自研究?]
- アメリカン雑貨店 アビリーン - のちに旧ポスフール釧路町店（現：イオン釧路店）へ移転。最盛期には旧イオン釧路昭和ショッピングセンター（現：イオンモール釧路昭和）とフクハラ愛国店にもテナント入居。釧路管内3店舗体制となっていたが、徐々に支店を減らしていき、2000年代末期、唯一営業していたフクハラ愛国店も閉店となった。[要出典]旧公式HP（Internetアーカイブ保管。閲覧の際、画面右下の「Impatient?」をクリック）[出典無効]
- 石黒金物コーナー（石黒商店） - 後の石黒ホーマ（現在のホーマックの前身企業の一つ）[要出典]
- 紅花松田商店 - 後の旧スーパーまつだ。[要出典]
- 毛糸の店さいとう[要出典]
- 洋服センター[要出典]
- ヤングのセブン[要出典]
- ブティック ルイシャンタン[要出典]
- チャイルドブディッククレヨン（子供服）[要出典]
- 着物の竹田[要出典]
- アミ～ショップ[要出典]
- おもちゃの国 ちゃいるどランド[要出典]
- ファッションルーム五番街[要出典]
- 電気のエース たかはし - パソコン（主にシャープ製。MZ-2500など）のみ取り扱いで出店。撤退後は、郊外の観月園地区にあった本店に店舗集約。[要出典]
- 発信ショップ[要出典]
- インテリアふくだ[要出典]
- フォーユー - 包装材料店[要出典]

## 開催された主な催し
- ウルトラマン怪獣ショー[要出典]
- お子様映画館[要出典]
- ちびっこ大会（縁日会場風）[要出典]

## その他
- 五階の大食堂には、噴水が設置されていた。[要出典]
- 福袋を求める年始客の列が、建物周囲を4周する事もあった。[要出典]
- 1967年（昭和42年）～1971年（昭和46年）にかけて、全国小売商業店舗共同化連絡協議会（現：協同組合 全国共同店舗連盟）初代代表に当時のくしろデパート代表者であった渋谷房雄が就任している[広報 4] 。

### 広報など1次資料
1. ↑  “釧路市北大通3・4丁目地区優良建築物等整備事業”.   アルファコート. 2023年7月12日閲覧。
2. ↑  [リンク切れ]
3. ↑  “会社案内”.   釧路きものセンター 丸モ畑呉服店. 2014年6月25日時点のオリジナルよりアーカイブ。2015年10月27日閲覧。
4. ↑  “組織概要”.   協同組合全国共同店舗連盟. 2015年10月27日閲覧。